# LuxX Index
De LuxX Index is de aandelenindex van Luxemburg. De index is opgericht bij de introductie van de euro in 1999. De beurs zelf is inmiddels een samenwerking aangegaan met Euronext. 
Van de tien fondsen in de index hebben er vier nauwelijks enig gewicht. De grootste aandelen hebben een belangrijkere notering in andere landen en zitten ook daar in de index.

## Samenstelling
| Fonds                           | Sector           | Weging |
| ------------------------------- | ---------------- | ------ |
| Aperam                          | Roestvaststaal   | 12,49% |
| ArcelorMittal                   | Staal            | 18,87% |
| Brederode                       | -                | 3,67%  |
| Luxempart                       | Investeringen    | 2,41%  |
| Reinetinvest                    | -                | 21,01% |
| RTL Group                       | Media            | 19,92% |
| SES                             | Telecommunicatie | 20,18% |
| Socfinaf                        | -                | 0,73%  |
| Socfinasia                      | -                | 0,73%  |
| Bron: Luxembourg Stock Exchange |                  |        |

 AEX ·  ATX ·  BEL 20 ·  BET-20 ·  BIRS ·  BUX ·  CAC 40 ·  CROBEX ·  DAX ·  FTSE 100 ·  FTSE MIB ·  IBEX ·  Iceland 15 ·  ISEQ ·  LuxX ·  OMX Copenhagen 20 ·  OMX Helsinki 25 ·  OMX Stockholm 30 ·  OBX ·  PSI ·  PX Index ·  SAX ·  SMI ·  WIG 20